# 吉田広明
吉田 広明（よしだ ひろあき、1964年 - ）は、日本の映画評論家である。

## 経歴
2008年刊行の『B級ノワール論』は、ジョセフ・H・ルイスとアンソニー・マンとリチャード・フライシャーについて論じた。

## 著書
- B級ノワール論 ハリウッド転換期の巨匠たち（作品社、2008年）
- 亡命者たちのハリウッド 歴史と映画史の結節点（作品社、2012年）
- 西部劇論　その誕生から終焉まで（作品社、2018年）
- 映画監督 三隅研次　密やかな革新（作品社、2021年）
- 映画監督 ドン・シーゲル（作品社、2025年）